# Kohtla
För andra betydelser, se Kohtla (olika betydelser).
Kohtla är en by i Ida-Virumaa i nordöstra Estland. Byn ligger i Toila kommun. Kohtla hade 64 invånare vid folkräkningen år 2021, på en yta av 3,26 km².
Byn hörde före 2017 till den dåvarande kommunen Kohtla.